# Maciej Balawender
Maciej Balawender (* 7. Dezember 1988) ist ein polnischer Ringer.

## Werdegang
Maciej Balawender begann als Jugendlicher im Jahre 1998 mit dem Ringen. Sein erster Verein war Stal Rzeszów, jetzt ringt er für WKS Grundwald Poznań. Trainiert wird er von Piotr Krajewski. Er ringt ausschließlich im freien Stil. Bei einer Größe von 1,81 Metern wiegt er knapp 90 kg, trainiert aber für die Meisterschaftskämpfe in das Mittelgewicht ab. Er ist auch in Deutschland gut bekannt, weil er in der Bundesliga-Saison 2010/11 für den TSV Benningen und in der Saison 2011/12 für den KSV Aalen 05 auf die Matte ging. Er ist Angehöriger der polnischen Armee, kann sich aber z. Zt. voll auf das Ringen konzentrieren.
Als Juniorenringen gehörte er in Polen schon zur Spitzenklasse seiner jeweiligen Altersgruppe. 2004 startete er auch erstmals bei einer internationalen Meisterschaft, der Junioren-Europameisterschaft (Cadets) in Istanbul. In der Gewichtsklasse bis 63 kg kam er dabei auf den 10. Platz. Seit 2007 startet er auch regelmäßig beim Großen Preis von Deutschland, zuerst in Leipzig, dann in Dortmund. Die beste Platzierung, die er dabei erreichte, war im Jahre 2010 ein 3. Platz im Mittelgewicht hinter David Bichinaschwili, Deutschland und István Veréb, Ungarn.
2010 belegte Maciej Balawender bei der Militär-Weltmeisterschaft in Lahti im Mittelgewicht hinter dem Iraner Esmael Nejaeyan den 2. Platz. Im gleichen Jahr startete er auch bei der Weltmeisterschaft in Moskau und kam dort zu Siegen über Dejan Bogdanow, Makedonien und Atsushi Matsumoto aus Japan. Im Viertelfinale unterlag er gegen Michail Ganew aus Bulgarien. Da dieser Weltmeister wurde, konnte er in der Trostrunde weiterringen, verlor allerdings gegen Piotr Janulow aus Moldawien und kam dadurch auf den 7. Platz.
Einen sehr guten 5. Platz belegte er bei der Europameisterschaft 2011 in Dortmund. Im Mittelgewicht kam er dort zu einem Sieg über Said Hajew, Frankreich, verlor dann gegen Ansor Urischew aus Russland, siegte über Alex Dolly, Irland und unterlag im Kampf um eine Bronzemedaille gegen Scharif Scharifow aus Aserbaidschan. Bei der Weltmeisterschaft 2011 war er nicht am Start.
Maciej Balawender wurde in den Jahren 2008 und 2010 polnischer Vize-Meister und in den Jahren 2009, 2010 und 2011 polnischer Meister in der Altersgruppe U 23.

## Internationale Erfolge
| Jahr | Platz | Wettbewerb                                     | Gewichtsklasse | Ergebnis |
| 2004 | 10.   | Junioren-EM (Cadets) in Istanbul               | bis 63 kg      | Sieger: Denis Zargusch, Russland vor Farah Pazarlioglu, Türkei |
| 2007 | 21.   | Großer Preis von Deutschland in Leipzig        | Welter         | Sieger: Andrei Schiika, Deutschland vor Iván Fundora, Kuba und Krystian Brzozowski, Polen |
| 2008 | 9.    | Großer Preis von Deutschland in Dortmund       | Welter         | Sieger: Krystian Brzozowski vor Andrei Schiika und Takayuki Suzuki, Japan |
| 2008 | 7.    | Junioren-EM in Istanbul                        | Welter         | Sieger: Aligadschi Gamidgadschiew, Russland vor Dan Palinkas, Slowakei |
| 2008 | 11.   | Junioren-WM in Košice                          | Welter         | Sieger: Magomed Subairow, Russland vor Saeid Tavakol, Iran |
| 2010 | 3.    | Großer Preis von Deutschland in Dortmund       | Mittel         | hinter David Bichinaschwili, Deutschland und István Veréb, Ungarn |
| 2010 | 2.    | Militär-WM in Lahti                            | Mittel         | hinter Esmael Nejaeyan, Iran, vor Haci Alidjanow, Aserbaidschan und Alexei Isajew, Belarus                                                                                                   |
| 2010 | 7.    | WM in Moskau                                   | Mittel         | nach Siegen über Dejan Bogdanow, Makedonien und Atsushi Matsumoto, Japan und Niederlagen gegen Michail Ganew, Bulgarien und Piotr Janulow, Moldawien                                         |
| 2011 | 2.    | "Dan Kolow - Nikola Petrow"-Memorial in Burgas | Mittel         | hinter Ljuben Iliew, Bulgarien, vor Fırat Binici, Türkei und Chakim Kojew, Aserbaidschan |
| 2011 | 5.    | EM in Dortmund                                 | Mittel         | nach einem Sieg über Said Hajew, Frankreich, einer Niederlage gegen Ansor Urischew, Russland, einem Sieg über Alex Dolly, Irland und einer Niederlage gegen Scharif Scharifow, Aserbaidschan |
| 2011 | 22.   | "Ali-Aliew"-Memorial in Kaspisk/Russland       | Mittel         | Sieger: Scharif Scharifow vor Magomed Ibragimow, Russland, Gadschimurad Nurmagomedow, Armenien und Serdar Böke, Türkei                                                                       |
| 2011 | 5.    | "Wacław-Ziółkowski"-Memorial in Poznań         | Mittel         | hinter Alireza Goudarzi, Iran, Amurhadschi Magomedow, Belarus, Serdar Böke und Ehsan Amini, Iran                                                                                             |
| 2011 | 5.    | FILA-Test-Turnier in London                    | Mittel         | hinter Scharif Scharifow, Soslan Kzojew, Russland, Ehsan Lashgari, Iran und İbrahim Bölükbaşı, Türkei                                                                                        |

## Polnische Meisterschaften
| Jahr | Platz | Altersgruppe | Gewichtsklasse | Ergebnis                                                               |
| 2008 | 2.    | Senioren     | Mittel         | hinter Radosław Marcinkiewicz, vor Bartos Sofinski                     |
| 2009 | 14.   | Senioren     | Mittel         | Sieger: Radosław Marcinkiewicz vor Kamil Skaskiewicz                   |
| 2009 | 1.    | U 23         | Mittel         | vor Kamil Skaskiewicz                                                  |
| 2010 | 2.    | Senioren     | Mittel         | hinter Radosław Marcinkiewicz, vor Wojciech Olszak und Radoslaw Siejak |
| 2010 | 1.    | U 23         | Mittel         | vor Michal Wesolowski                                                  |
| 2011 | 1.    | U 23         | Mittel         | vor Daniel Skibinski                                                   |

## Erläuterungen
- alle Wettkämpfe im freien Stil
- EM = Europameisterschaft, WM = Weltmeisterschaft
- Weltergewicht, Gewichtsklasse bis 74 kg, Mittelgewicht, bis 84 kg Körpergewicht